# كيش
كيش، وتسمى أيضًا كيشاتو بالأكدية، وهي المعروفة الآن بـ«تل الأحيمر»، هي منطقة أثرية في العراق، وكانت في السابق إحدى المدن الرئيسية للسومريين. تبعد عن مدينة بابل حوالي 12 كلم شرقًا، وتبعد عن العاصمة بغداد 80 كلم جنوبًا. وحسب الأساطير السومرية، تعتبر كيش أول مدينة يتربع عليها ملك بعد الطوفان الكبير الذي ذكر في الأساطير السومرية والديانات: اليهودية، والمسيحية، والإسلام.

## التاريخ

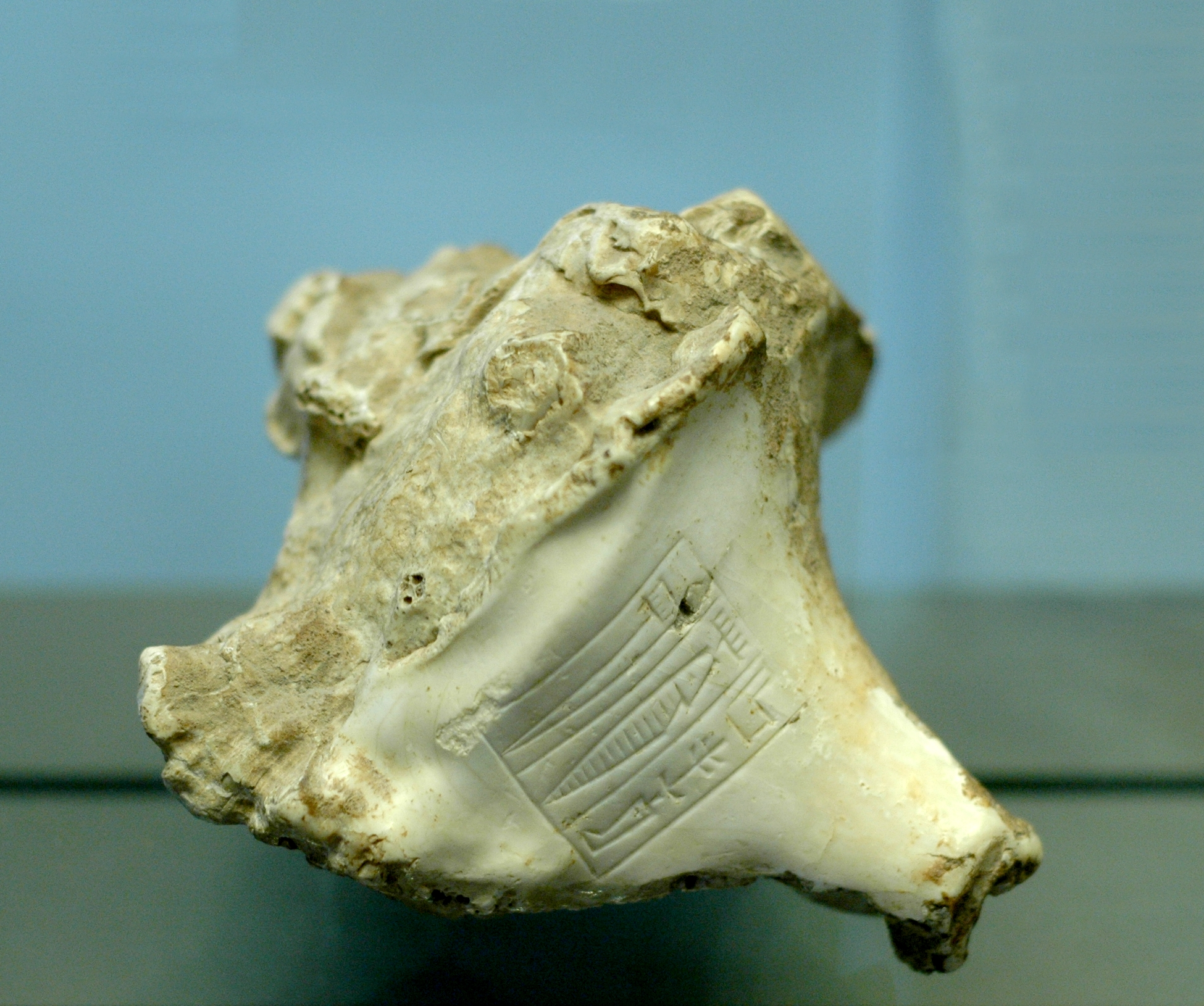
موريكس تحمل أسم الملك ريماش ملك كيش 3370 ق.م متحف اللوفر

المدن السومرية القديمة

كانت كيش مستوطنة منذ فترة العبيد (نحو 5300-4300 قبل الميلاد)، واكتسبت شهرة كواحدة من القوى البارزة في المنطقة خلال عصر فجر السلالات حين وصلت إلى أقصى اتساع لها وهو 230 هكتارًا.

### الألفيّة الثالثة قبل الميلاد
تذكر قائمة الملوك السومريين، أن كيش هي أول مدينة بقي فيها ملوكٌ بعد الطوفان. تبدأ سلالة كيش الأولى بجشور. ويُطلق على خليفة جوشور اسم كولاسينا بيل، لكنّ هذه في الواقع جملةٌ في اللغة الأكادية تعني «كانوا جميعهم سادة». وبالنتيجة، فقد اقترح بعض العلماء أنه ربما كان المقصود من ذلك الإشارة إلى غياب السلطة المركزية في كيش لفترةٍ من الزمن. إن أسماء الملوك التسعة التاليين لكيش قبل الملك إيتانا هم: Nanĝišlišma و En-tarah-ana و Babum و Puannum و Kalibum و Kalumum و Zuqaqip و Aba و Mašda و Arwium. تشير الاكتشافات الأثرية خلال فترة أوروك إلى أن الموقع كان جزءًا من توسّع أوروك ولذا كان يُتحدَّث باللغة السومرية في الأصل. حدد إيغناس جيلب كيش بوصفها مركز الثقافة السامية الشرقية الأقدم، وأطلق عليها اسم حضارة كيش، لكنّ الدراسات الحديثة تحدّت هذا المفهوم.
من بين ملوك كيش الحادي والعشرين في القائمة، إين مي باراكي سي الذي قيل إنه استولى على أسلحة حضارة عيلام، وهو الاسم الأول الذي أكدته الاكتشافات الأثرية في عهده. وعُرف كذلك من خلال مراجع أدبية أخرى، حيث صُوّر هو وابنه آغا، ملك كيش، كمنافسَين معاصرَين لدوموزيد الصياد وجلجامش، الحاكمَين الأوائل لأوروك.
عُرف بعض ملوك كيش الأوائل من خلال علم الآثار، لكنّ أسماؤهم غير موجودة في قائمة الملوك السومريين. قد يكون من الصعب تحديد ما إذا كان هؤلاء هم حكام كيش بالفعل، أم أنهم تبنوا مجرد التسمية الشائعة «ملك كيش». ويشتمل ذلك على اسم ميسيليم الذي بنى المعابد في مدينتي أداب ولجش، حيث يبدو أنه مارس بعضًا من السيطرة. كان ثمة مثالان آخران هما غمد سيف برونزي من عصر فجر السلالات عُثر عليه في كرسو مكتوب عليه «لوغال-نامني [ر] - سوم (هو) ملك كيش»، وشظية من تمثال وُجدت في نيبور وكُتب عليها «إينا-إيل، ملك كيش».
تراجعت كيش اقتصاديًا وعسكريًا بعد هيمنتها المبكرة، لكنها احتفظت بأهمية سياسية ورمزية قوية. وصل نفوذها إلى أقصى الغرب حتى مدينة إبلا بالقرب من البحر الأبيض المتوسط، كما هو موضَّح في نصوص إبلا. فبحسب تلك النصوص، هُزمت كيش في عهد حاكم إبلا إيشار دامو، ربما على يد أوروك. وبعد فترة وجيزة انضمت كيش إلى إبلا في هزيمة مملكة ماري، تلا ذلك زواج أميرة إبلا، كيشدوت لملكٍ من كيش. وكما حدث تمامًا مع الملك نيبور، كانت السيطرة على كيش عنصرًا أساسًا في إضفاء الشرعية على الهيمنة في شمال بلاد ما بين النهرين. ونظرًا للقيمة الرمزية للمدينة، انتزع الحكّام الأقوياء اللقب التقليدي «ملك كيش» لاحقًا، حتى لو كانوا من أكاد أو أور أو آشور أو إيسن أو لارسا أو بابل. ويُعدّ الملك ميسانيبادا من أور، أحد أوائل من تبنوا هذا اللقب عند إخضاع كيش لإمبراطوريته.
يرجع أصل سرجون الأكادي، مؤسس الإمبراطورية الأكادية، إلى أزوبيرانو، وهي منطقة قريبة من كيش، وذلك بحسب نصٍ يعود إلى الإمبراطورية الآشورية الحديثة، يُزعم أنه سيرة ذاتية لسرجون.

### العصر البابلي القديم
كانت كيش مع مجيء السلالة البابلية الأولى تحت سيطرة بابل، وكانت السنة العاشرة للحاكم سومو-آبوم (نحو 1897-1883 قبل الميلاد) هي «السنة التي بنى فيها سومو-آبوم سورًا لمدينة كيش (يصل) إلى السماء». بعد فترة وجيزة، غزا سومل من لارسا كيش وانعكس ذلك في اسم السنة الحادية عشرة «السنة التي ضُرب فيها جيش كيش بالأسلحة»، وتكرر في أسماء السنوات الثلاث التالية. ذُكر تدمير كيش في السنة الثالثة عشرة من حكم سومولائيل، (تكرر ذلك في السنوات الأربع التالية) ومن ثم تدمير سور مدينة كيش في عامه التاسع عشر، وفي عامه الثلاثين «السنة التي بُني فيها معبد زابابا، إيميتيورساغ، زينة الأبطال (زابابا)». في هذه المرحلة، أصبحت كيش تحت سيطرة دولة-المدينة إشنونة تحت حكم الحاكمَين إبك-آباد الثاني ونارام-سوين. ومع حلول عهد حاكم بابل سين-موباليط (نحو 1813-1792 قبل الميلاد)، والد حمورابي، كانت كيش تحت سيطرة بابل وبقيت على هذا النحو حتى الأيام الأخيرة من سلالة بابل الأولى. ومن المعروف أن حاكمي بابل في ذروة قوتها، حمورابي وسمسو إيلونا، قاما بأعمال بناء واسعة النطاق في كيش، بما في ذلك إعادة بناء سور المدينة. ومع حلول هذا الوقت، عُدّت المستوطنة الشرقية في هورساجكالاما مدينة مميزة، وربما لم تكن مُدرجة في المنطقة المسوّرة.

كانت كيش خلال فترة أو فترات معينة ضمن العصر البابلي القديم، تحت سيطرة سلسلة من الحكّام يطلق عليهم عمومًا سلالة مانانا. يأتي معظم ما هو معروف من أرشيفين نُقّب عنهما على نحوٍ غير قانوني يُعتقد أنهما من بلدة دامروم، بالقرب من كيش. يشتمل هؤلاء الحكام على إياويان، وهايليوم، وعبدي إيراه، ومانانا، وأربعة آخرين. ثمة عديد من أسماء السنوات المعروفة لياويون بما في ذلك «عام وفاة سومو-ديتانا». كان سامسو ديتانا آخر حاكم من سلالة بابل الأولى. يُعرف أحد الحكام، أشدونياريم، من نقشٍ طويل موجود على مخروطٍ طيني وُجد في كيش.
«أشدوني ياريم، الرجل العظيم، محبوب عشتار، والمفضل لدى زابابا، ملك كيش، حين أصبحت أرباع العالم الأربعة معادية لي، خضتُ معركة لمدة ثماني سنوات، وفي السنة الثامنة تحوّل خصمي إلى طينٍ بالفعل...»

### التاريخ اللاحق
نقلت سلالة كاشيت اللاحقة، العاصمة من بابل إلى زقورة عقرقوف، فتضاءلت أهمية كيش. لكن ثمة بعض الأدلة على نشاط سلالة كاشيت في تلك المدينة. ويبدو أن أهمية كيش تراجعت على نحوٍ كبير بعد ذلك، إذ لم تُذكر إلا في عددٍ قليل من الوثائق منذ أواخر الألفية الثانية قبل الميلاد. لكنها ذُكرت على نحوٍ متكرر في النصوص خلال الفترتين الآشورية الحديثة والبابلية الحديثة. ولكن مع حلول هذا الوقت، كانت كيش ذاتها (تل الأحيمر) مهجورة بالكامل تقريبًا، وربما كانت المستوطنة التي تسميها النصوص من هذه الفترة «كيش» هي ذاتها حورساكلاما (تل إنغارا).
اختفت كيش تمامًا من السجل التاريخي بعد فترة الإمبراطورية الأخمينية؛ لكنّ الأدلة الأثرية تشير إلى أن المدينة ظلت قائمة لفترة طويلة بعد ذلك. على الرغم من أن الموقع في تل الأحيمر كان مهجورًا في الغالب، لكنّ تل إنغارا أعيد إحياؤه خلال الإمبراطورية الفرثية، إذ نما إلى مدينةٍ كبيرة ذات حصن كبير من الطوب. وخلال الفترة الساسانية، جرى التخلي عن موقع المدينة القديمة تمامًا لصالح سلسلة من المستوطنات المتصلة المنتشرة على طول جانبي قناة شط النيل. ازدهر هذا التجسيد الأخير لكيش تحت الحكم الساساني ثم الإسلامي، قبل أن يجري التخلي عنه أخيرًا خلال السنوات الأخيرة من الخلافة العباسية (1258-750).

## الحفريات
قام فريق فرنسي مختص في علم الآثار بقيادة هنري ديجونياك بالتنقيب لأول مرة عن مدينة كيش بين عامي 1912 و 1914.
قبل 5000 سنة ظهر مايعتبره البعض أول الأمبراطوريات في تاريخ الأنسان من مدينة كيش على يد السومريين واستمرت إلى ان اطاح بها الأكاديون وقد ذكرت مدينة كيش في ملحمة گلگامش أيضا. واكتشفت اثار مدينة كيش على بعد 2 أو 5 ميل عن منطقة تسمى حاليا ب تل الاحيمر التي سميت بهذا الاسم بسبب وجود بعض القرميدات الحمراء في تلك المنطقة.
وكذلك ظهرت بعض الاثار في منطقة نغارا التي تقع شرق مدينة كيش واكتشف هناك أيضا معبد الاله إنانا.
وكذلك في تل خزنة وتل البندر التي وجدت بعض الاثار الفارسية فيه، وكذلك اكتشف بعض الاثار تعود إلى العصر الاشوري الحديث.